# KF Cargo

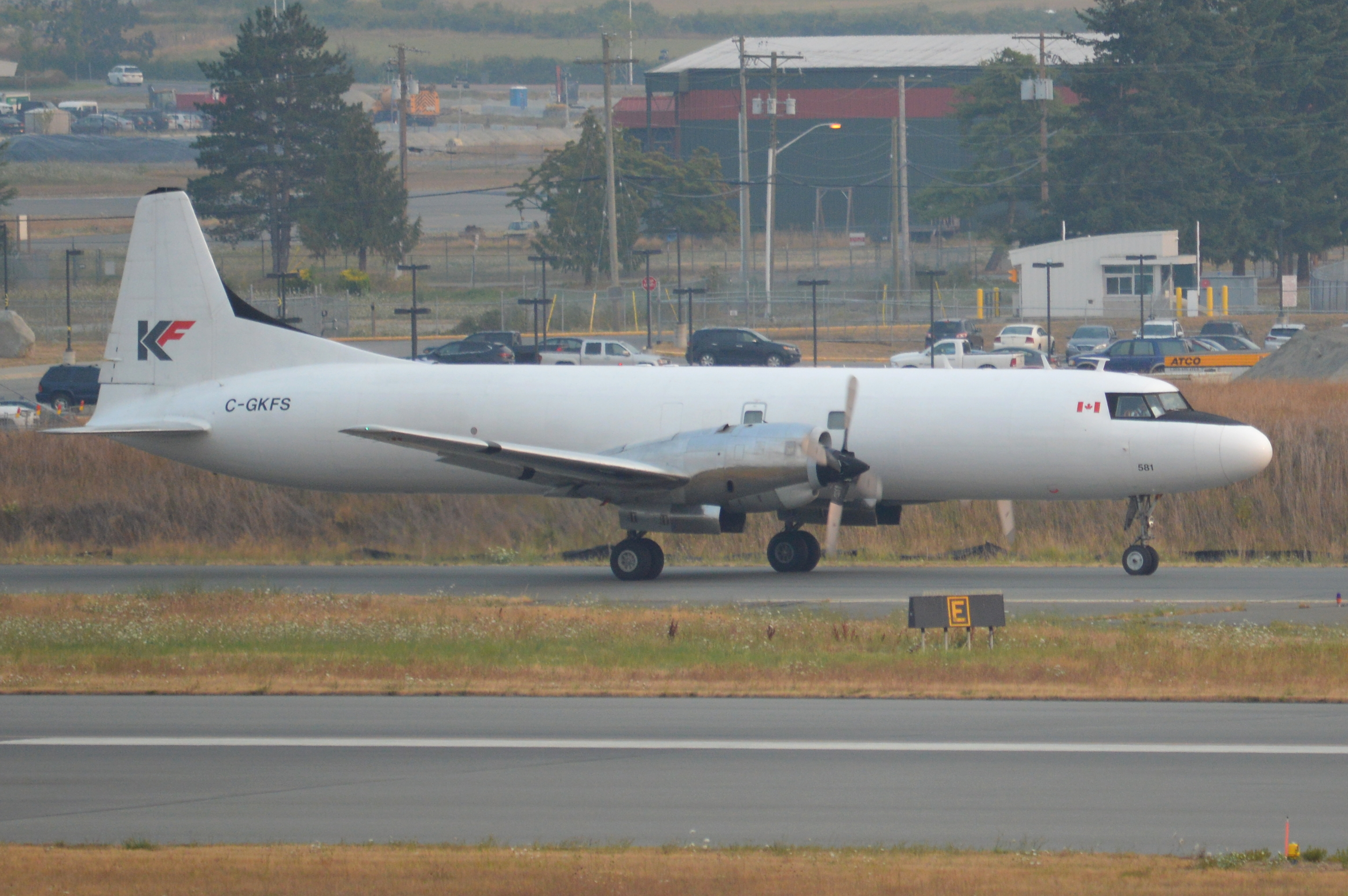
Un KF Cargo Convair 5800

Kelowna Flightcraft Air Charter opera como KF Cargo y Kelowna Flightcraft opera como KF Maintenance and Engineering es una aerolínea de carga con base en Kelowna, Columbia Británica, Canadá. Opera chárter de carga a largo plazo para empresas de mensajería y transporte, patrullas de incendios forestales y venta y arrendamiento de aviones en Canadá y en todo el mundo. También brinda servicios de mantenimiento y fabricación de aeronaves.

## Historia
KF Cargo es una compañía subsidiaria de KF Aerospace, que se estableció como Kelowna Flightcraft el 20 de marzo de 1970 y la subsidiaria de carga se estableció y comenzó a operar en junio de 1974. Es propiedad exclusiva de Barry Lapointe Holding.

## Destinos
KF Cargo opera servicios de carga aérea a los siguientes destinos: Aeropuerto de Kamloops, Aeropuerto Internacional de Kelowna, Aeropuerto de Prince George, Aeropuerto Internacional de Vancouver y Aeropuerto Internacional de Victoria.

## Flota

### Flota de carga
A partir de septiembre de 2019, KF Cargo/KF Maintenance y Engineering tiene los siguientes aviones registrados en Transport Canada.

### Arrendamiento
KF Cargo alquila aviones McDonnell Douglas DC-10, Boeing 737 y Convair 580/5800. Las operaciones de arrendamiento de KF Cargo tienen la distinción de desarrollar el primer avión Boeing 737-300 Quick Change del mundo.
La compañía ha arrendado aviones a varias aerolíneas de pasajeros canadienses, incluidas Harmony Airways, Greyhound Air, Roots Air en el pasado y también en los Estados Unidos a IFL Group Inc. Actualmente, KF Cargo arrienda su avión Boeing 737-300 Quick Change a Canadian North

### Flota histórica
La aerolínea operaba anteriormente una amplia gama de aviones, incluidos Aero Commander, varios Beechcraft, helicópteros Bell 206, Boeing 727, Boeing 737, Boeing 757, varios aviones Cessna, Convair CV-440 Metropolitan, Convair CV-580, de Havilland Canada DHC-4 Caribou, Douglas DC-3, McDonnell Douglas DC-10, Fairchild F27, Grumman Gulfstream I (G159), Helio Courier, Howard 500, Israel 1124, Israel 1125, Mitsubishi MU-2, Piper Aircraft, Robinson R44 y Taylorcraft DC65.

## Accidentes e incidentes
- El 13 de enero de 1999, un Douglas DC-3, C-GWUG, se estrelló contra Mount Parke, Isla Mayne, en un vuelo de carga nacional desde el Aeropuerto Internacional de Vancouver hasta el Aeropuerto Internacional de Victoria. El avión fue destruido y ambos pilotos, los únicos ocupantes, murieron. La investigación reveló que el vuelo estaba siendo operado bajo las reglas de vuelo visual durante la noche, en contravención de las Regulaciones de Aviación canadienses.[7]
- El 9 de julio de 1981, Howard 500 C-GKFN (cn 500-107), operado por Kelowna Flightcraft para operaciones de carga durante la noche, se estrelló poco después del despegue del Aeropuerto Internacional de Toronto. Muertes: 3 tripulantes.[8]
- El 7 de septiembre de 1976, Douglas C-47 C-GKFC fue destruido por un incendio después de un aterrizaje de emergencia cerca de Brocket, Alberta. Las 26 personas a bordo escaparon. El avión estaba en un vuelo doméstico no programado de pasajeros desde el Aeropuerto Regional de Vernon, Columbia Británica, hasta el Aeropuerto de Lethbridge, Alberta.[9]

## Bases
Las bases piloto incluyen el Aeropuerto Internacional de Kelowna, el Aeropuerto Internacional John C. Munro Hamilton y el Aeropuerto Internacional de Vancouver.
Las bases de mantenimiento principales incluyen el Aeropuerto Internacional John C. Munro Hamilton y el Aeropuerto Internacional Kelowna con una base satelital en el Aeropuerto Internacional de Vancouver.